# 四甲镇
四甲镇是中华人民共和国江苏省南通市海门区下辖的一个镇。
2012年11月30日，江苏省人民政府批复同意撤销四甲镇、货隆镇，将原两镇所辖区域合并，设立新的四甲镇，镇政府驻原四甲镇人民路438号。

## 行政区划
四甲镇下辖以下村级行政区划单位：
二桥路社区、健康路社区、东南村、八索村、四甲村、合兴村、靶场村、范南村、胜宏村、廷俊村、丕岩村、四扬村、余合村、二桥村、头桥村、新复社区、海山村、金跃村、有余村、货隆村、联同村、新街村、联义村和闸南村。